# Justizrat in Aserbaidschan
Der Justizrat der Republik Aserbaidschan wurde im Februar 2005 gegründet. Er übt die Aufsicht über die Gerichtsbarkeit in der Republik Aserbaidschan aus.

## Gründung und Geschichte
Der Justizrat der Republik Aserbaidschan (englisch: Judicial-Legal Council, az: Məhkəmə-Hüquq Şurası) wurde im Februar 2005 gegründet, Basis bildete ein Gesetz vom 28. Dezember 2004.
Am 22. Juni 2007 hat der Justizrat als Leitungsgremium der Justiz in Aserbaidschan einen neuen Kodex „Über ethisches Verhalten von Richtern“ vorgelegt, der die Verhaltensrichtlinien sowie Standards und spezifischen Anforderungen an die gerichtliche Tätigkeit, die Haltung bezüglich beruflicher Tätigkeit, guten Benehmens und außergerichtlicher Tätigkeit der Richter regelt.

## Rechte und Pflichten
Die Hauptaufgabe des Justizrates ist, die Arbeitsweise der Gerichtsbarkeit in der Republik Aserbaidschan zu organisieren. Zu den Befugnissen des Justizrates gehört die Bewertung der Leistungsfähigkeit der Richter.
Der Justizrat verpflichtet sich, die Qualität der Ausbildung von Richtern zu steigern. Dazu wurde 2006 eine Justizakademie der Republik Aserbaidschan gebildet.
Der Justizrat ist zuständig, die persönliche Unabhängigkeit der Richter zu gewährleisten. Er muss mögliche nachteilige Einwirkungen auf die Gerichtsbarkeit verhindern.
Richter unterstehen einer dem Justizrat obliegenden Dienstaufsicht, wobei die Dienstaufsicht durch die richterliche Unabhängigkeit eingeschränkt ist.

### Disziplinarverfahren gegen Richter
Der Justizrat ist berechtigt, gegen Richter ein Disziplinarverfahren einzuleiten. Der Richter ist über die Einleitung des Disziplinarverfahrens zu unterrichten. Er muss darüber informiert werden, welches Dienstvergehen ihm zur Last gelegt wird. Mögliche Maßnahmen sind Verweis, Zurückstufung und Entfernung aus dem Dienst.
Es ist möglich, gegen die Entscheidung des Justizrates innerhalb von 20 Tagen eine Beschwerde einzureichen.  Die Beschwerde geht zum Plenum des Obersten Gerichtshofes der Republik Aserbaidschan. Im Plenum des Obersten Gerichtshofes kann die Entscheidung des Justizrates in drei Monaten entweder geändert werden, nicht geändert werden oder gelöscht werden.

### Richterauswahlkommission
Der Justizrat organisiert eine Richterwahlkommisson, die aus elf Mitgliedern aus der Verwaltung des Justizrates, der Staatsanwaltschaft, der Gerichte sowie aus Anwälten und Rechtswissenschaftlern besteht. Die Mitglieder der Richterwahlkommisson werden für fünf Jahre gewählt.
Zur Ernennung als Richter schlägt der Justizrat Kandidaten, die alle Wahlprozeduren erfolgreich abgeschlossen haben, dem Exekutivorgan vor.

## Organisation und Rechtsgrundlagen
Der Justizrat besteht aus 15 gewählten Mitgliedern aus Staatsanwaltschaft, Legislative, Exekutive und Judikative (neun Richter). Der Justizminister ist der Vorsitzende des Justizrates.
Der Sitz des Justizrates ist in Baku. Leiter des Justizrates ist aktuell Fikrat Mammadov.
Rechtsgrundlagen für die Arbeit des Justizrates sind in erster Linie die Verfassung, das Gesetz über den Justizrat und das Gesetz über Gerichte und Richter der Republik Aserbaidschan.
Nach der Verabschiedung des Gesetzes über den Justizrat erfolgt die Finanzierung der Gerichte und des Justizrates aus dem Staatshaushalt der Republik Aserbaidschan. Damit wurde die finanzielle Abhängigkeit von der Exekutive verringert.